# Goldwasser-Micali-Kryptosystem
Das Goldwasser-Micali-Kryptosystem wurde 1982 von Shafrira Goldwasser und Silvio Micali vorgestellt. Es handelt sich dabei um ein asymmetrisches Kryptosystem zur Verschlüsselung einzelner Bits. Das Verfahren ist additiv-homomorph, d. h., zwei verschlüsselte Nachrichten können addiert werden, ohne die Nachrichten vorher zu entschlüsseln.
Das Verfahren wurde später von Josh Benaloh zum Benaloh-Kryptosystem erweitert, mit dem auch längere Nachrichten verschlüsselt werden können.

## Verfahren
Im Folgenden beschreiben wir die Schlüsselerzeugung, und die Algorithmen zur Ver- und Entschlüsselung von Nachrichten.

### Erzeugung des öffentlichen und privaten Schlüssels
Das Schlüsselpaar wird folgendermaßen generiert:
- Zuerst generiert man zwei zufällige Primzahlen {\displaystyle p,q}, und definiert {\displaystyle n=pq}. In der Praxis sollte n zumindest 1024, besser jedoch 1536 oder 2048 Binärstellen haben.
- Man wählt {\displaystyle y} zufällig in {\displaystyle (\mathbb {Z} /n\mathbb {Z} )^{*}}, sodass {\displaystyle y} ein quadratischer Nichtrest modulo {\displaystyle n} ist und Jacobi-Symbol {\displaystyle \left({\frac {y}{n}}\right)=+1} hat. Ein solches {\displaystyle y} kann man zum Beispiel effizient finden, indem man es zufällig wählt und prüft, ob das Legendre-Symbol {\displaystyle \left({\frac {y}{p}}\right)=\left({\frac {y}{q}}\right)=-1} erfüllt, und andernfalls von vorne beginnt. Ist {\displaystyle n} eine Blum-Zahl, d. h., {\displaystyle p\equiv q\equiv 3\mod 4}, so kann man {\displaystyle y=n-1} wählen.

Der öffentliche Schlüssel besteht aus {\displaystyle (n,y)}, der private Schlüssel aus {\displaystyle (p,q)}.

### Verschlüsseln von Nachrichten
Um eine Nachricht {\displaystyle m\in \{0,1\}} zu verschlüsseln, verfährt man wie folgt:
- Zuerst wählt man ein zufälliges {\displaystyle u\in (\mathbb {Z} /n\mathbb {Z} )^{*}}.
- Die verschlüsselte Nachricht ist dann gegeben durch {\displaystyle c=y^{m}u^{2}\mod n}.

### Entschlüsseln von Nachrichten (Decodierung)
Zum Entschlüsseln eines Schlüsseltextes {\displaystyle c\in (\mathbb {Z} /n\mathbb {Z} )^{*}} prüft man, ob {\displaystyle c} ein quadratischer Rest oder Nichtrest modulo {\displaystyle n} ist:
- Gilt {\displaystyle c^{(p-1)/2}\equiv 1\mod p} und {\displaystyle c^{(q-1)/2}\equiv 1\mod q}, so setzt man {\displaystyle m=0}, andernfalls ist {\displaystyle m=1}.

Die Korrektheit der Entschlüsselung kann man sehen, indem man beachtet, dass ein Element in {\displaystyle (\mathbb {Z} /n\mathbb {Z} )^{*}} genau dann ein quadratischer Rest modulo {\displaystyle n} ist, wenn es ein quadratischer Rest modulo {\displaystyle p} und modulo {\displaystyle q} ist. Dies ist wiederum nach dem Eulerschen Kriterium genau dann der Fall, wenn {\displaystyle c^{(p-1)/2}\equiv 1\mod p} und {\displaystyle c^{(q-1)/2}\equiv 1\mod q} gilt.

## Sicherheit
Unter der Quadratischen-Reste-Annahme kann gezeigt werden, dass das Verfahren semantisch sicher gegen Gewählte-Klartext-Angriffe ist. Diese Annahme besagt, dass für einen zusammengesetzten Modul {\displaystyle n} nicht effizient geprüft werden kann, ob ein Element in {\displaystyle (\mathbb {Z} /n\mathbb {Z} )} eine Quadratwurzel modulo {\displaystyle n} besitzt oder nicht, falls {\displaystyle n} wie oben beschrieben gewählt wurden.

## Homomorphieeigenschaften
Das Goldwasser-Micali-Kryptosystem ist additiv-homomorph. Das bedeutet, dass durch Multiplikation zweier Schlüsseltexte die darin enthaltenen Klartexte modulo 2 addiert werden. Allerdings gibt es keine bekannte Möglichkeit, um durch Operationen auf zwei Schlüsseltexten die enthaltenen Nachrichten miteinander zu multiplizieren.